# Centésimo de lira italiana
El centésimo de lira italiana (L. 0,01) fue la moneda de más baja denominación de la lira italiana. Como las monedas de 2, 5 y 10 centésimos, estaba acuñada en una aleación de bronce que constaba de 960‰ de cobre y 40‰ de estaño. Las monedas de centésimo se acuñaron entre 1861 y 1918, y fueron retiradas de circulación en 1924.

## Orígenes

### Reforma monetaria napoleónica

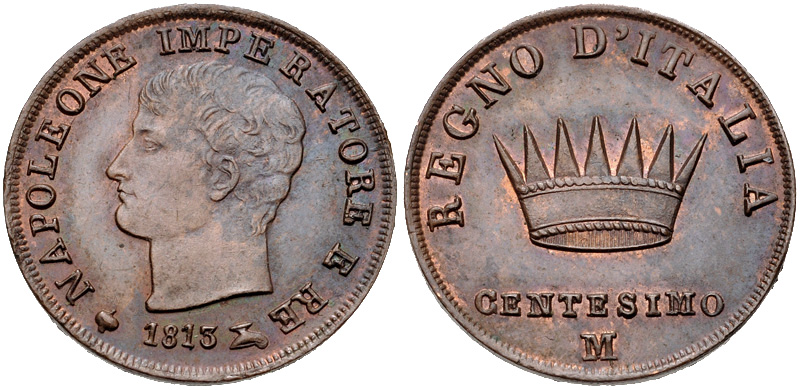
Moneda de un centésimo de 1813, con el retrato de Napoleón.

Para poner orden en el sistema monetario francés, el 15 de agosto de 1795 la Convención Nacional introdujo el uso de la base decimal y el bimetalismo, sistema que no fue implementado hasta 1803 por Napoleón. Como unidad fundamental se adoptó el franco de plata, los valores superiores a 5 francos fueron acuñados en oro, mientras que se permitió el uso del cobre para los centésimos. Tras la campaña de Italia liderada por Napoleón, en 1805 nació el Reino de Italia que, al ser en realidad una dependencia francesa, asumió el nuevo sistema monetario con base decimal. Por tanto, se creó la lira italiana, una moneda equivalente al franco francés y que, por tanto, se podía utilizar tanto en Francia como en Italia. La moneda que representaba la centésima parte de la lira, se acuñó a partir de 1807 en las cecas de Bolonia, Venecia y Milán, que en particular se convirtió también en la ceca en la que se preparaba toda la acuñación del reino. 
La moneda pesaba 2,1 g, tenía 19,5 mm de diámetro y estaba compuesta de una aleación de cobre de 950‰. El centésimo se acuñó de forma oficial hasta 1813, pero probablemente su emisión continuó incluso después de la batalla de Waterloo; de hecho, debido a la falta de nuevas monedas, los austriacos continuaron utilizando la ceca de Milán hasta 1819 para emitir las monedas de cobre y plata napoleónicas.

### Restauración
Con la restauración de las monarquías europeas, muchas de las reformas napoleónicas fueron abolidas en favor de un regreso al pasado. El Imperio austríaco, que gobernaba el norte de Italia con el Reino lombardo-véneto, en lugar de la lira napoleónica decretó la emisión de la lira austríaca, una moneda en paridad y en doble circulación con el florín austríaco. Como el florín, la nueva lira no siguió la base decimal; de hecho, sus múltiplos eran el escudo y el soberano, valorados respectivamente en 6 y 40 liras austríacas. No obstante, los submúltiplos de la lira siguieron la base decimal, y así como el florín se dividió en 100 sólidos, la lira se componía de 100 centésimos. Gracias a este sistema monetario, a partir de 1822 en las casas de moneda de Milán y Venecia se inició la acuñación de las monedas de centésimo de liras austríacas, que tenían tamaños diferentes a las napoleónicas. Estas monedas entraron en circulación siguiendo un curso forzoso, por lo que no era posible convertirlos en oro o plata y, además, el pago entre particulares con esta moneda se limitaba a un cuarto de lira.
A pesar de la Restauración y la abolición de las reformas napoleónicas, algunos estados italianos continuaron usando el sistema monetario decimal, como el Reino de Cerdeña de Víctor Manuel I. En este estado, la acuñación de monedas de cobre de 1 centésimo de lira comenzó en 1826 con Carlos Félix, y contaba con características distintas a la napoleónica, ya que pesaba 2 g y tenía un diámetro de 19 mm. Durante el reinado de Carlos Alberto, entre el 22 de febrero de 1847 y el 15 de mayo de 1848, las monedas de Carlos Félix se reutilizaron para compensar la falta de monedas pequeñas, mientras que con Víctor Manuel II no se emitieron monedas de esta denominación hasta la proclamación del Reino de Italia. En 1842 se acuñaron monedas de 1 centésimo de 15 mm de diámetro y 1 g de peso para su circulación en Cerdeña, mismas medidas que luego se adoptarían en el Reino de Italia.
Además del Reino de Cerdeña, el Ducado de Parma y Plasencia también mantuvo el sistema decimal napoleónico y en 1830, durante el reinado de María Luisa de Austria, se acuñaron monedas de 1 centésimo con las mismas características que las del Reino de Cerdeña. Esta moneda también fue acuñada en 1854 con la efigie de Carlos III con solo 300 000 copias, de las cuales se supone que sobrevivieron 20.

### Unificación
Después de la revolución de 1848, el Reino lombardo-véneto pasó a ser gobernado por los revolucionarios y así nació el gobierno provisional de Milán y la República de San Marco. Tras estos acontecimientos, el Reino de Cerdeña inició la primera guerra de la Independencia y los dos gobiernos revolucionarios recién nacidos sustituyeron la lira austríaca por una nueva acuñación basada en la lira sarda. En particular, la República de San Marco, con el decreto 565 del 15 de enero de 1849, acuñó monedas de 1 centésimo de lira en cobre en la Ceca de Venecia, de diferente tamaño respecto a las de Cerdeña, con un diámetro de 18 mm y 1 g de peso. La unificación italiana entró en el centro del asunto cuando la insurgente Legación de Romaña entre 1859 y 1860, para evitar seguir utilizando la moneda papal, comenzó a acuñar monedas de 1 centésimo reutilizando las antiguas monedas de Carlos Félix de 1826. El gobierno provisional de Toscana también acuñó nuevas monedas, por lo que en 1860 encargó a la empresa Ralph Heaton de Birmingham que acuñara nuevas monedas de 1 centésimo con el año 1859, utilizando el formato sardo de 1842.

## Reino de Italia

### Víctor Manuel II
Tras la segunda guerra de la Independencia y la unión de Lombardía con el Reino de Cerdeña, que tuvo lugar el 10 de noviembre de 1859 con el Tratado de Zúrich, el ministro de finanzas de Víctor Manuel II, Giovanni Battista Oytana, intervino para unificar el sistema monetario italiano. Con la emisión del Real Decreto del 20 de noviembre de 1859, n. 3773, se decretó la retirada de circulación de las monedas de cobre y bronce de la preunificación y su sustitución por monedas nuevas de 1, 2 y 5 centésimos, con la efigie de Víctor Manuel II en el anverso. Con este decreto, además, se estableció que las nuevas monedas deberían contener al menos un 95% de cobre, aunque de forma posterior se estableció, con el decreto de la lugartenencia del 15 de diciembre de 1860, el uso de una aleación de bronce compuesta de un 960‰ de cobre y 40‰ de estaño. El documento también decidió el tamaño de la moneda de 1 centésimo, que debía tener un diámetro de 15 mm y un peso de 1 g.
Con la proclamación del Reino de Italia, las nuevas monedas de bronce de 1 centésimo, grabadas por Giuseppe Ferraris y que representan a Víctor Manuel II, adquirieron curso legal el 1 de agosto de 1861, y hasta el 1 de noviembre de 1862, en un sistema de doble circulación.